# São Gabriel (Rio Grande do Sul)
São Gabriel – miasto i gmina w Brazylii, w stanie Rio Grande do Sul. Znajduje się w mezoregionie Sudeste Rio-Grandense i mikroregionie Campanha Central.
W mieście ma siedzibę klub piłkarski EC São Gabriel.